# Више од игре, више од живота
Више од игре, више од живота је документарни филм који је снимио црногорски спортски новинар Милутин Гргур. Филм је ексклузивно емитован на Спорт Клубу 1 10, 12. и 17. јануара 2023. године. 
Више од игре, више од живота премијерно је приказан у Црној Гори, а потом је приказан у Сплиту, Београду и Сарајеву. Филм је привукао пажњу својим дирљивим приказом пријатељства усред невоља и истраживањем културног значаја југословенског фудбала. 
Екипу која је радила на филму чине коаутор Силвија Главић Гргур, сниматељи Дарко и Дејан Влаховић и монтажер и редитељ Срђан Николић. Продукцијски тим Спорт клуба је мудро и топло реаговао на помен идеје о филму, тако да је уз њих и подршку бројних пријатеља, као и спонзорства Меридианбета, реализација филма била могућа.

## Радња
Документарац се врти око два фудбалска великана који су се као дечаци упознали у Сплиту и који су одржали своје пријатељство током превирања у југословенским грађанским ратовима 1990-их. Путовање Роберта Вукмана и Љубише Машковића врти се око јединствене књиге коју је спасило њихово пријатељство, а успевају да је врате онима којима је припадала.
Филм наглашава не само личне приче о отпорности и другарству, већ и позадину југословенског фудбала, посебно ривалство Црвене звезде и Хајдука. Својим увидима доприносе наративу реномирани спортски новинари као што су Здравко Реић, Едо Пеци и Милојко Пантић.

## Награде
- 2023. године овај документарни филм проглашен је за најбољи средњометражни филм на првом међународном фестивалу спортског филма БСАФФ који је одржан у Будви.

## О аутору
Милутин Гргур је познати црногорски спортски новинар, радио и телевизијски коментатор емисија о свим аспектима спорта, од домаћег фудбала и репрезентације до Светског првенства и Олимпијских игара. Новинарску каријеру започео је као средњошколац када је био водитељ на Омладинском радију. Оснивач је и Омладинског програма Радио Никшића. Од 1994. године је члан редакције Телевизије Црне Горе.
Више од игре, више од живота је четврти Гргуров филм после Родитељи и деца – учесници Олимпијских игара и Једна, односно One, који је снимљен за Међународни олимпијски комитет и Еуроспорт о црногорским рукометашима, славној генерацији која је освојила сребрну медаљу на Олимпијским играма у Лондону. Гргур је посебно поносан на филм Једра кроз вијекове, који је награђен специјалном наградом жирија на Међународном фестивалу туристичког филма у Хрватској у конкуренцији 188 филмова из 143 земље.